# روما، گوتلند
روما، گوتلند (به سوئدی: Roma) یک منطقهٔ مسکونی در سوئد است که در بخش گوتلند واقع شده‌است. روما ۱٫۲۶ کیلومتر مربع مساحت و ۹۳۶ نفر جمعیت دارد.